# Hornoslezská operace

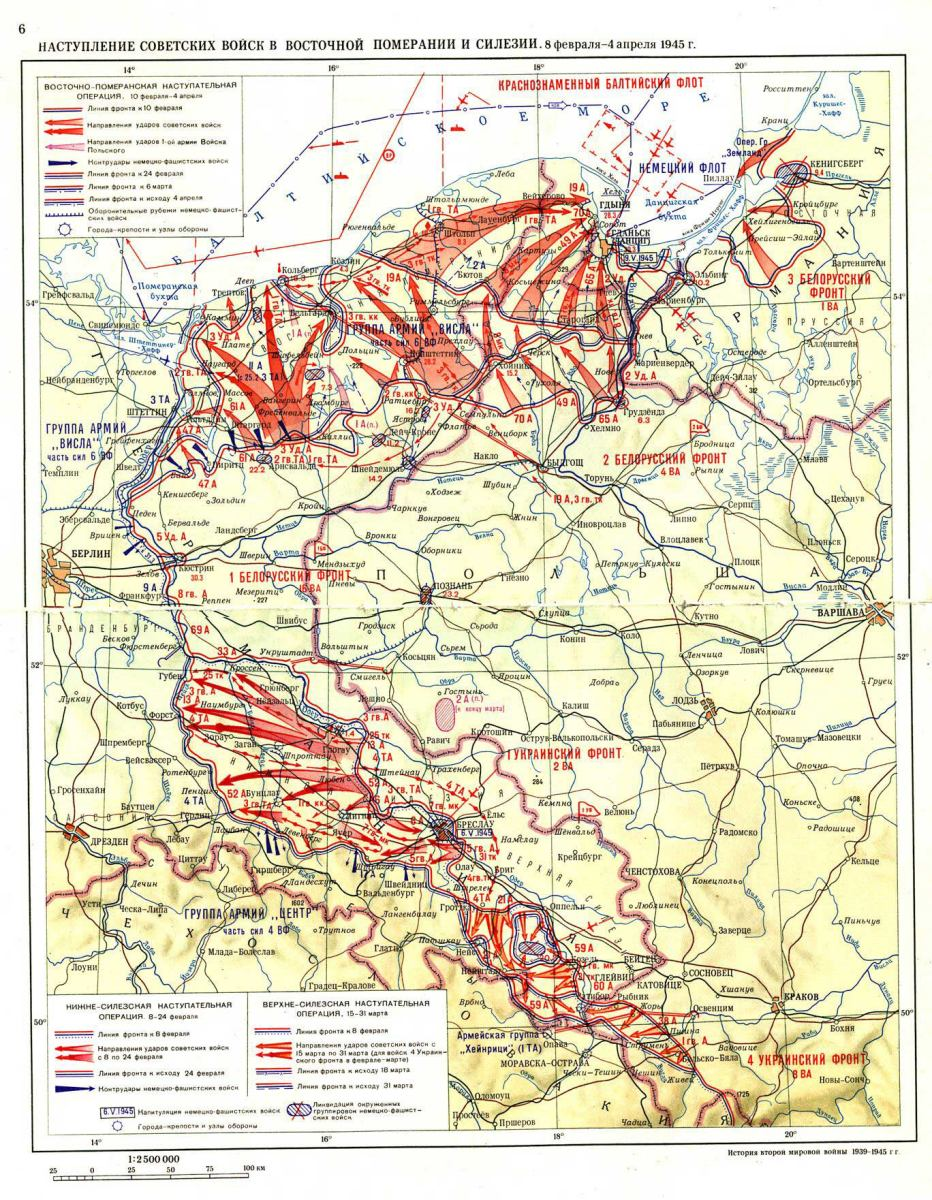
Mapka Slezské a Pomořanské operace Rudé armády

Hornoslezská operace (rusky: Верхне-Силезская наступательная операция) byla ofenzíva Rudé armády proti německým vojskům, která probíhala v závěrečné fázi Velké vlastenecké války od 15. do 31. března 1945.

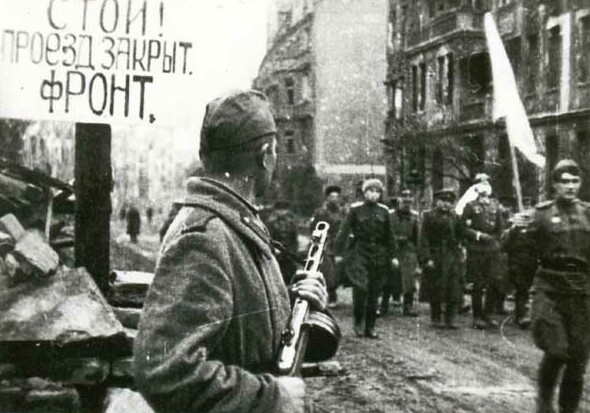
Sovětská vojska ve Vratislavi

Po Viselsko-oderské operaci, při níž se Rudá armáda dostala počátkem února 1945 až k řece Odře, se sovětské vrchní velení rozhodovalo o dalších operacích. Stalin zastával názor, že je nutné pokračovat dále na Berlín, ovšem generálové v čele se Žukovem viděli stále nebezpečí v silných německých jednotkách, které měli na křídlech. Již od 8. února probíhala Dolnoslezská operace, která byla během 14 dnů ukončena. Na levém křídle v Horním Slezsku se však stále vyskytovaly silné německé jednotky o síle 20 divizí, na pravém křídle operovala německá vojska v Pomořansku. Žukov si byl vědom toho, že jeho vojska, která za několik dní překonala vzdálenost mezi Vislou a Odrou, nemají zásoby na rozhodující útok na Berlín a že zásobovací jednotky zůstaly daleko za frontou. Proto se rozhodl, že před útokem na hlavní město Třetí říše zlikviduje německé jednotky, operující na křídlech.
Útok byl zahájen 15. března a jednotkám 1. ukrajinského frontu pod velením maršála Koněva se podařilo postupně obklíčit a zlikvidovat německá uskupení v této oblasti. Rudá armáda obsadila Horní Slezsko a překročila předválečné československé hranice. Prvními osvobozenými obcemi se staly Matějovice a Fulštejn (od roku 1950 Bohušov) 21. března a následně o den později město Osoblaha, které se stalo (za cenu zničení 90 % města) prvním osvobozeným městem na území dnešní České republiky.
Polemika mezi historiky o tom, zda měla Rudá armáda zaútočit v únoru 1945 přímo na Berlín, či zda udělala dobře, že likvidovala vojska protivníka na křídlech, byla a snad stále ještě je předmětem diskuze historiků.